# Little Orleans
Little Orleans es un lugar designado por el censo ubicado en el condado de Allegany en el estado estadounidense de Maryland. En el Censo de 2010 tenía una población de 42 habitantes y una densidad poblacional de 22,9 personas por km².

## Geografía
Little Orleans se encuentra ubicado en las coordenadas 39°37′51″N 78°23′44″O / 39.63083, -78.39556. Según la Oficina del Censo de los Estados Unidos, Little Orleans tiene una superficie total de 1.83 km², de la cual 1.82 km² corresponden a tierra firme y (0.56%) 0.01 km² es agua.

## Demografía
Según el censo de 2010, había 42 personas residiendo en Little Orleans. La densidad de población era de 22,9 hab./km². De los 42 habitantes, Little Orleans estaba compuesto por el 100% blancos, el 0% eran afroamericanos, el 0% eran amerindios, el 0% eran asiáticos, el 0% eran isleños del Pacífico, el 0% eran de otras razas y el 0% pertenecían a dos o más razas. Del total de la población el 0% eran hispanos o latinos de cualquier raza.